# Voie catalane
 (septembre 2013).
Si vous disposez d'ouvrages ou d'articles de référence ou si vous connaissez des sites web de qualité traitant du thème abordé ici, merci de compléter l'article en donnant les références utiles à sa vérifiabilité et en les liant à la section « Notes et références ».
La Voie catalane vers l'indépendance (en catalan Via Catalana cap a la Independència), plus connue sous le nom de Voie catalane (en catalan Via Catalana), est une chaîne humaine d'environ 400 kilomètres réalisée en Catalogne en 2013 à l'occasion de la fête nationale du 11-Septembre. Elle a pour but de revendiquer le droit à l'indépendance de la Catalogne. Organisée par l'Assemblée nationale catalane, elle voit la participation de 14 autres associations. La chaîne suit le tracé de l'ancienne Via Augusta, depuis Le Perthus jusqu'à Alcanar.

La Généralité de Catalogne compte 1 600 000 manifestants dont 500 000 à Barcelone, tandis que le Ministère de l'Intérieur compte 400 000 participants au total.

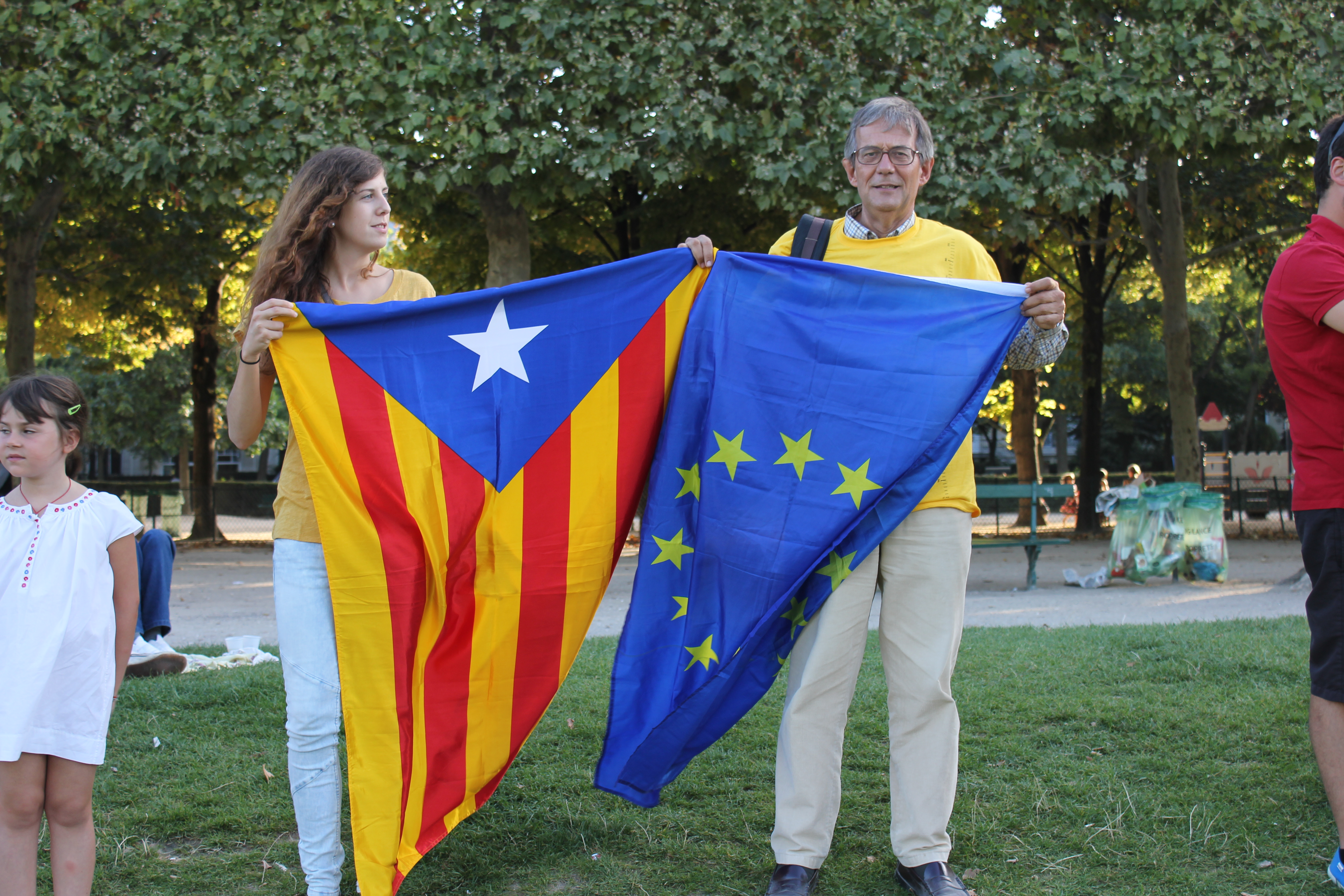
Voie catalane à Paris le 2 septembre 2013

## Précédents historiques
Le 23 août 1989, deux millions de citoyens d'Estonie, de Lettonie et de Lituanie ont donné forme à la Voie balte, consistant a relier par une chaîne humaine les trois capitales des respectifs pays pour réclamer l'indépendance des Pays baltes vis-à-vis de l'URSS. Leur indépendance fut reconnue juste après le putsch de Moscou le 21 août 1991. « Un foyer commun européen ne peut être établi que si tous les pays européens se voient accorder un libre droit d'autodétermination », peut-on lire dans le manifeste de la Voie balte. Les organisateurs catalans se mirent en contact avec des experts baltes en vue de l'organisation de la chaîne humaine catalane.

## Contexte

### Inscriptions et actes préalables
La Voie catalane fut présentée dans le cadre du Musée d'histoire de Catalogne le 19 juin 2013, lors d'un acte auquel participèrent également Henn Karits et Ülo Laanoja, membres de l'organisation de la Voie balte de 1989,. Le 4 juillet 2013, l'Assemblée nationale catalane ouvrit la période d'inscription sur Internet, atteignant le chiffre de 22 000 personnes inscrites pendant les premières 24 heures et plus de 78 000 au bout de la première semaine.
Le 12 juillet, neuf jours après le commencement des inscriptions, le nombre d'inscrits dépassait les 100 000. Le 30 juillet, les organisateurs présentèrent l'affiche et la vidéo promotionnelle de l'évènement. Trois semaines avant, plus de 350 000 personnes s'étaient inscrites sur le site officiel, à fin de se voir assigner (d'ores et déjà) leur place le long de la chaîne de 400 km. Les organisateurs eurent des problèmes pour couvrir certains tronçons du sud de la chaîne, à cause de la faible densité de population de cette zone du territoire,. Malgré cela, le 2 septembre il ne restait aucun tronçon de la Voie catalane à faible occupation.
Pendant l'été, des répétitions eurent lieu un peu partout sur le territoire, comme ce fut le cas à Jesús et Roquetes, Gandesa, Sant Cugat del Vallès, l'Estanyol del Vilar de Banyoles, Navàs, Montblanc et La Garriga.

### Positions des partis politiques
Les partis Convergence démocratique de Catalogne (CDC), Gauche républicaine de Catalogne (ERC) et la Candidature d'unité populaire (CUP) apportèrent leur soutien et participèrent à la Voie catalane, tandis que le Parti des socialistes de Catalogne (PSC-PSOE), Parti populaire (PP) et Citoyens (C's) s'y opposèrent,. L'Union démocratique de Catalogne (UDC), qui décida de ne pas y participer « en tant qu'organisation », demanda à l'ANC et à Òmnium Cultural, que la devise de la chaîne humaine ne soit pas indépendantiste (« Voie catalane vers l'indépendance »), sinon pour le droit à décider en vue « d'incorporer toutes les adhésions et tous les soutiens possibles ». Mais pour Carme Forcadell, présidente de l'ANC, procéder à un tel changement aurait signifié « un pas en arrière ». Selon ses mots, « ça n'aurait aucun sens […] de revendiquer un droit que, en tant que peuple, on a déjà, à savoir, le droit de décider »,. Initiative pour la Catalogne Verts (ICV), de son côté, lança une invitation à ses militants à participer à la chaîne promue par Procés Constituent a Catalunya (PrC) visant à encercler la Caixa (le principal établissement financier de la Catalogne) le même jour.
Artur Mas, Président de la Generalitat de Catalogne, et Núria de Gispert, présidente du Parlement de Catalogne, ne participèrent à la chaîne pour des « motifs institutionnels », bien qu'ils appelèrent à y participer, et qu'ils se réunirent le 11 septembre même avec les organisateurs de la chaîne humaine.

### Cérémonies institutionnelles
Traditionnellement, depuis la renaissance du catalanisme politique, la Fête nationale de la Catalogne devient l'occasion d'activités institutionnelles dans plusieurs endroits, notamment dès le début des années 2000, autour du Parc de la Ciutadella de Barcelone. Le long de la matinée, comme chaque année depuis le rétablissement de la démocratie en Espagne, a lieu une offrande florale devant le monument à Rafael Casanova (haut responsable politique lors du siège de Barcelone en 1713-1714), situé sur la Ronda de Sant Pere de Barcelone, par les différentes organisations politiques et sociales. Plus tard dans la journée tient lieu la cérémonie officielle de la Fête nationale de la Catalogne au Parc de la Ciutadella, organisée par le Gouvernement et par le Parlement de Catalogne. Cette année-là, la création et direction scéniques sont confiées au dramaturge et directeur théâtral Joan Ollé, et la cérémonie à Mercè Pons. La langue catalane, l'histoire, l'art et la culture sont une fois de plus les protagonistes de la cérémonie, dans laquelle la lecture de poèmes et d'extraits en prose d'ouvrages en catalan ira de pair avec l'exécution de pièces musicales.
Toutes les performances versent sur de grandes dates historiques, de gestes et de figures de la culture catalane dont on célèbre l'anniversaire, tel le 800e anniversaire de la Bataille de Muret, le 600e anniversaire de la mort de Bernat Metge, le centenaire de la promulgation des Normes orthographiques de l'Institut d'Estudis Catalans, le centenaire de la naissance de Salvador Espriu, le 50e anniversaire des déclarations de l'abbé Aureli Escarré au journal Le Monde, et le 5e anniversaire de la mort de Carmen Amaya. Comme pour les années précédentes, la cérémonie déboute avec un défilé, en tenue d'apparat, d'un détachement de Mossos d'Esquadra (police autonome catalane), et la remise de la « senyera » (le drapeau catalan) de la part du maire d'une municipalité de la Catalogne, rôle qui reviendra, à cette occasion, au maire d'Arenys de Mar (bourg qui tient lieu de l'idéale et imaginaire Sinera dans une des œuvres de Salvador Espriu).[réf. nécessaire]
Pour les interprétations musicales et les lectures de textes, participeront les sociétés et personnalités suivantes : sur le plan musical, l'Orfeó Manresà, Alidé Sans, Cati Plana, Liv Hallum, Blaumut, Carles Dènia, Gemma Humet, Laura Guiteras, Mercè Martínez, Túrnez & Sesé, Jordi Vidal, Toni Xuclà, Karime Amaya, Coco, Tañé, Tuto et Joni ; les acteurs Joan Pera, Marta Betriu, Jordi Boixaderas, Àlex Casanovas, Carme Elias, Eduard Farelo, Nora Navas et Clara Segura ; le médiéviste Antoni Rossell, et le président de la Section Philologique de l'Institut d'Estudis Catalans, Isidor Marí.

## Parcours

Parcours de la Voie catalane

La chaîne humaine, suivant l'ancienne voie romaine de la Via Augusta, traversa 86 communes. 65 villes, villages et bourgs ont été reliés par la chaîne. Une partie du parcours emprunta les routes N-340 et N-II, et le couloir méditerranéen ferroviaire.
À Barcelone, la chaîne suivit la route de Collblanc et la rue de Sants. Elle occupa la place d'Espagne et l'avenue du Parallèle jusqu'à la mer. La Voie catalane parcourut également la façade maritime de la ville jusqu'au Forum par l'avenue Diagonale. Le tracé traversa des sites emblématiques tels que la Sagrada Família, la Cathédrale, la Rambla, la place de Catalogne, le Passeig de Gràcia et le Camp Nou (stade du FC Barcelone). Elle passa également devant les principaux centres politiques du pays : le Parlement de Catalogne, dans le Parc de la Ciutadella, et le Palais de la Generalitat de Catalogne, sur la place Sant Jaume.

### Embranchements
L'assemblée territoriale de l'ANC en Catalogne nord se mobilisa pour prolonger la Voie catalane du Perthus/El Pertús jusqu'au Boulou/El Voló : « Nous sommes conscients de la difficulté que ceci entraîne du fait que le 11 septembre c'est un jour ouvrable en Catalogne Nord, nous sommes conscients aussi que ce sera une journée historique et que beaucoup de Catalans voulons écrire l'histoire et pouvoir dire, un jour, “Moi aussi j'y étais”. Nous prolongerons la Voie catalane le plus au nord possible, à fin de mettre en évidence la solidarité et l'unité du peuple catalan ». Par ailleurs, plusieurs organisations civiques et politiques de Valence, sous la coordination d'Acció Cultural del País Valencià, se sont organisées pour faire prolonger la Voie catalane depuis Vinaròs et faire une chaîne à Guardamar del Segura (Pays valencien). Malgré l'interdiction par les préfectures de Castelló de la Plana et Alacant, un arrêt judiciaire permettra la célébration de la « Chaîne humaine valencienne » jusqu'à Alcanar (Montsià), soit juste un petit tronçon,,,.
À Barcelone, voulant donner une visibilité au lien entre les droits sociaux et les droits nationaux, Procés Constituent organisa une chaîne de 8 000 personnes autour du siège de la Caixa, perçue comme responsable de la crise économique. Cette chaîne, qui s'est doublée et même tripliquée dans certains tronçons, enlaça avec celle organisée par l'ANC à deux endroits : sur l'avenue Diagonale jusqu'à la place Francesc Macià, et sur la Gran Via de Carles III jusqu'à Travessera de les Corts. La chaîne fut précédée d'un acte politique avec la participation de membres des différentes sections l'ANC, ainsi que les parrains d'initiatives comme l'audit de la dette ou la rente minime garantie.

### À l'étranger

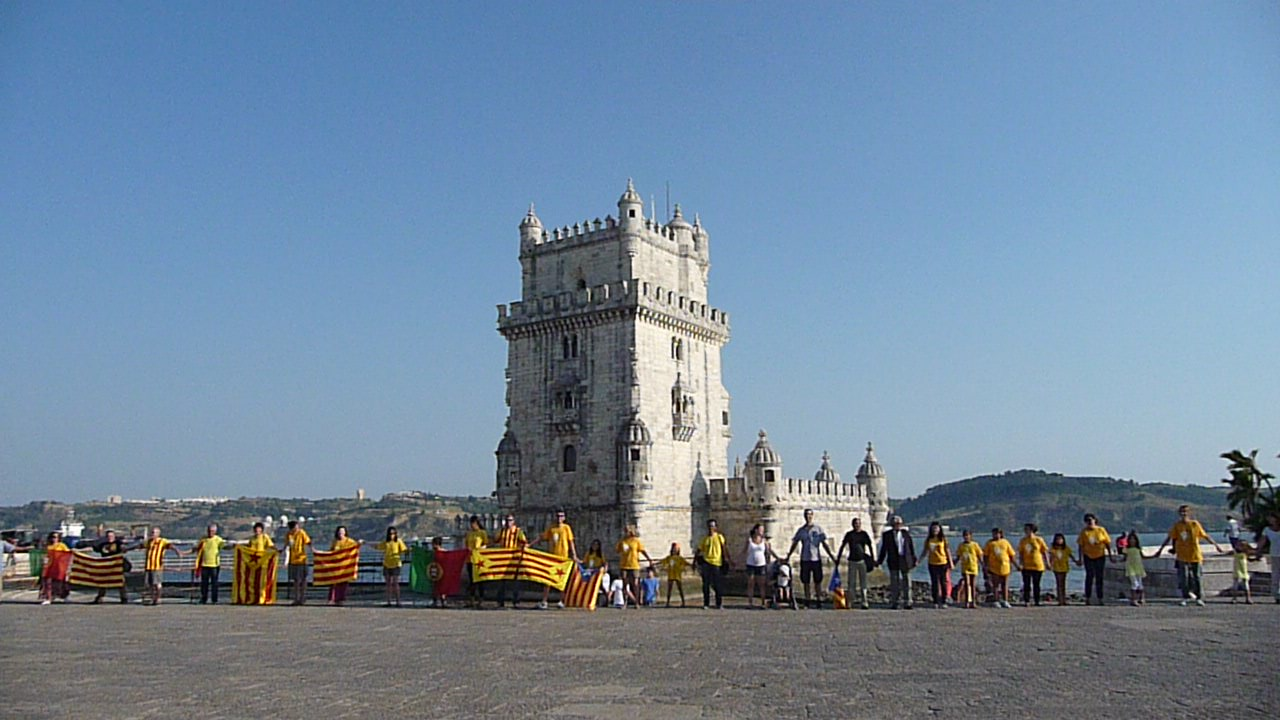
Voie catalane à Lisbonne le 30 août 2013

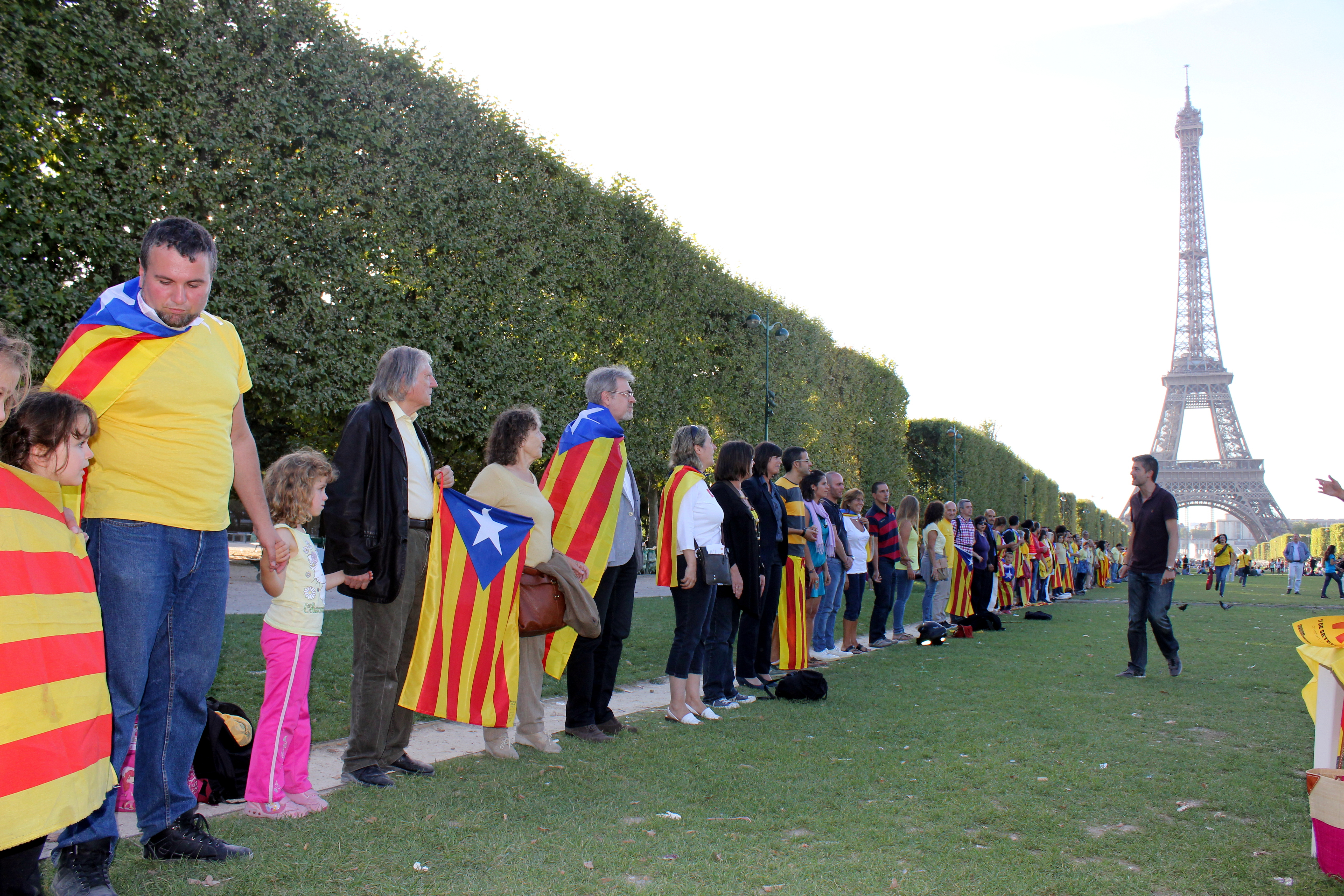
Voie catalane à Paris le 2 septembre 2013

Entre le 24 août et le 11 septembre 2013, les Catalans habitant à l'étranger ont également organisé 123 chaînes humaines, dans plus de 50 pays sur les 5 continents, dans le but de « soutenir le processus démocratique vers l'indépendance de la Catalogne »,:

### Dans les Pays catalans
Pendant les journées précédentes et jusqu'au 11 septembre, ont eu lieu plusieurs chaînes humaines en soutien à la Voie catalane dans différents endroits des Pays catalans : Eïvissa, Formentera, Palma de Majorque, Port Mahon (Minorque), Andorre-la-Vieille (Andorre) et Alghero (Sardaigne). La chaîne humaine prévue à Guardamar del Segura (Pays valencien), fut interdite par les autorités espagnoles.

## Organisation et logistique
Les manifestants de la Voie catalane devaient s'inscrire sur un site web pour permettre aux organisateurs d'éviter les tronçons vides. Quatre jours avant le 11 septembre, avec tout le parcours bouclé, l'ANC lança un appel à participer dans n'importe quel tronçon même si on n'y était pas inscrit. L'organisation considérait, comme il s'avéra, que, surtout dans les tronçons urbains, le minimum indispensable serait largement dépassé, et qu'il y aurait peut-être des chaînes improvisées supplémentaires.
La chaîne humaine de 400 kilomètres fut segmentée en 778 tronçons de 500 mètres de moyenne chacun, dans lequel il y avait au minimum un responsable et deux volontaires chargés de rassembler et d'aligner les manifestants, suivant, selon le cas, les instructions qui leur parvenaient par radio et téléphone portable. Les opérateurs de services de télécommunications prirent l'engagement d'augmenter le signal 3G en prévision de la haute concentration de personnes.

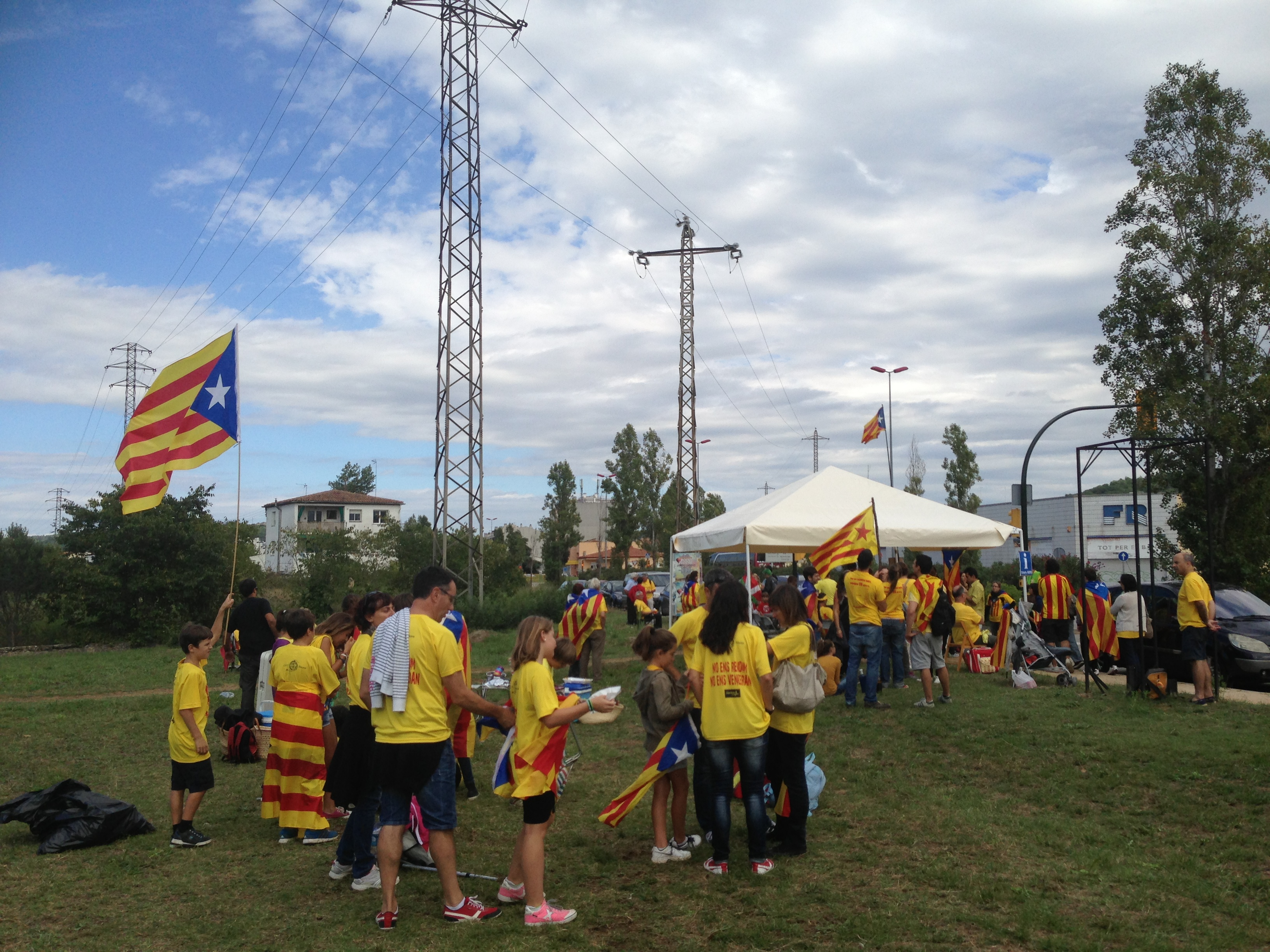
Point de rencontre du tronçon 609, à Sarrià de Ter.

Les organisateurs prièrent à tous les manifestants d'être sur leur tronçon à 16 h en cas d'embouteillages de dernière heure, et pouvoir ainsi commencer à préparer la chaîne en toute tranquillité. La chaîne se constitua à 17 h 14, au son des cloches de la Cathédrale de la Seu Vella de Lleida et des clochers de tout le pays. Pendant la chaîne, une photo panoramique fut tirée, et des images aériennes de l'évènement furent enregistrées. Des actes en parallèle eurent lieu partout dans le pays jusqu'à 18 h. À 17 h 15, place de Catalogne, à Barcelone, le Chœur Jeune de l'Orfeó Català, avec le concours de l'Orchestre et Chœur de Jeunes Interprètes des Pays Catalans (dirigés par Esteve Nabona) interpréta El cant dels ocells de Pau Casals, la Symphonie nº 9 de Beethoven et le Cant de la Senyera. À 17 h 30 on fit la lecture d'un discours à Amposta, et à 17 h 35 au Perthus/El Pertús. À 17 h 45, la présidente de l'ANC, Carme Forcadell, fit un discours place de Catalogne. Finalement, à 17 h 55, les manifestants chantèrent Els Segadors.
Le 1er avril 2014, le site web gigafoto.assemblea.cat fut activé. On pouvait y consulter la gigaphoto réunissant les 107 038 photos prises par les 800 photographes volontaires,.

## Présence dans les médias
L'ANC accrédita plus d'un millier de journalistes, dont une centaine d'étrangers, mis à part les nombreux journalistes des médias espagnols. Parmi les médias internationaux il faut compter Al Jazeera, Associated Press, la BBC, l'Agence France-Presse, Le Monde, Le Figaro, Televisa, les télévisions publiques du Portugal et d'Allemagne, l'agence Reuters, The Washington Post et The New York Times,.

### Médias catalans
Plusieurs chaînes de télévision et radios catalanes, telles que TV3, 3/24, TV3 Cat, 8tv, Barcelona TV, Catalunya Ràdio, Catalunya Informació et RAC 1, suivirent en direct l'acte institutionnel de la Fête nationale de la Catalogne, le matin, et la Voie Catalane, l'après-midi, à fin que le public puisse suivre le déroulement de la journée. Une application mobile facilita aux manifestants d'avoir accès à des informations pratiques sur leurs tronçons respectifs,.

### Médias internationaux
The Wall Street Journal, l'Agence France-Presse, Reuters, Associated Press et plusieurs publications de divers pays européens informèrent sur la Voie catalane avant qu'elle eut eu lieu,. « Les indépendantistes catalans veulent relancer le mouvement avec une manifestation plus importante que la manifestation massive d'il y a un an », annonçait le journal nord-américain, alors que Reuters soulignait qu'elle « marquerait » la Fête nationale de la Catalogne avec des « appels renouvelés à la rupture avec l'Espagne » même si « les dirigeants des deux côtés ont montré qu'ils préféreraient la négociation à la confrontation ».
Le 10 septembre, le Président du Gouvernement catalan, Artur Mas, publia un article dans les pages d'opinion de The New York Times réclamant la « liberté de voter ». Le même jour, le porte-parole du Gouvernement catalan, Francesc Homs, en publiait un autre à The Guardian affirmant que l'Espagne traite les Catalans « comme s'ils étaient des sujets, pas des partenaires » et soutenait que « le procès doit être, et sera, scrupuleusement démocratique et approuvé par une majorité populaire ».
Le lendemain, des centaines de médias internationaux mettaient en avant des informations sur la Voie catalane. Selon certains médias catalans, la répercussion médiatique fut supérieure à celle de la manifestation « Catalogne, nouvel État d'Europe », et il fallait remonter aux Jeux olympiques d'été de 1992 pour retrouver un phénomène comparable,. La Voie catalane fit aussi l'une de The Wall Street Journal et le International Herald Tribune.

### Dans la presse espagnole
Les principaux journaux publiés à Madrid informèrent sur la Voie catalane dans leurs unes, quoique avec une position contraire. Le lendemain, l'éditoriale d'El Mundo parlait d'un « grand acte d'exaltation d'un nationalisme fanatique » qui « utilise des méthodes du totalitarisme », et El País réclamait à Artur Mas de ne pas commettre l'erreur de « confondre le caractère massif de la manifestation avec une majorité ou la totalité des citoyens catalans ». L'ABC titra en une « Ils perdent le contrôle » et La Razón parlait de « Voie catalane pour nulle part »,.

## Répercussions

### Réactions contraires
Dans un premier temps, le Mouvement Civique 12-O convoqua pour le même après-midi du 11 septembre une concentration unioniste sur la place de la Sagrada Família dans le but d'entourer la basilique, montrer leur défense de l'unité d'Espagne et « casser la chaîne indépendantiste ». Cependant, le Département d'intérieur de la Generalitat de Catalogne considéra que cette concentration ne pouvait coïncider avec la chaîne humaine, ni à la même heure et ni au même endroit, pour des raisons de sécurité. Ceci, en plus du faible support des partis politiques nationalistes espagnols, poussa les organisateurs à annuler l'évènement et à inviter les Catholiques à se rendre à la Sagrada Família pour une prière collective et à reporter la réponse à la Voie catalane au 12 octobre (Jour de l'hispanité) suivant.
Par ailleurs, un groupe d'une quinzaine de personnes d'extrême droite, avec des drapeaux franquistes, de la Phalange espagnole et d'Alianza Nacional firent irruption lors de l'acte institutionnel de la Fête de la Catalogne à Madrid, qui se déroulait à la librairie Blanquerna de la capitale espagnole. Les extrémistes bousculèrent plusieurs personnes, parmi la soixantaine présentes, dont le député Josep Sánchez i Llibre, s'attaquèrent au mobilier et utilisèrent du gaz vésicant, tout en criant « On ne nous trompera pas, la Catalogne c'est l'Espagne ! »,. Les services médicaux assistèrent une personne souffrant une crise nerveuse, une autre présentant des contusions, et les autres à cause d'irritations oculaires. La police espagnole arrêta 12 personnes accusées d'être responsables des faits,.

### Conséquences politiques
L'ANC réclama que le lendemain de la Voie catalane le gouvernement catalan annonce la date et la question du référendum d'autodétermination de la Catalogne, à laquelle « on devrait pouvoir répondre par un oui ou par un non ». Le conseiller de Présidence de la Generalitat de Catalogne et porte-parole du gouvernement, Francesc Homs, déclara le lendemain même de la Voie catalane, que « avant la fin de l'année on devrait connaître la date et la question ». La vice-présidente du gouvernement espagnol, Soraya Sáenz de Santamaría, déclara le lendemain que l'exécutif avait le devoir « d'écouter tous les espagnols », aussi bien « ceux qui se manifestent » que les « majorités silencieuses » qui « restent chez elles », et qui aussi « ont le droit » qu'on défende « leurs libertés et leurs opinions ». De son côté, le ministre espagnol des Affaires étrangères, José Manuel García-Margallo, dut admettre que la Voie catalane avait été un « succès d'assistance, d'organisation, de logistique et de communication ».
Les porte-paroles de la Commission européenne montrèrent leur «grand respect» pour la Voie catalane et se déclarèrent « conscients de son importance ». Cependant, ils rappelèrent que l'exécutif communautaire « ne peut pas interférer » dans les affaires internes des états membres.
D'un autre côté, les premiers ministres de Lettonie et Lituanie, Valdis Dombrovskis et Algirdas Butkevičius respectivement, furent les premiers dirigeants européens à soutenir les réclamations de la Catalogne, en affirmant après la Voie catalane que tous les pays ont droit à l'autodétermination,.
La Voie catalane servit d'inspiration pour la Chaîne humaine pour le droit à décider du Pays basque de 2014, organisée par le mouvement Gure Esku Dago le 8 juin 2014 entre Durango (Biscaye) et Pampelune (Navarre).

## Photographies

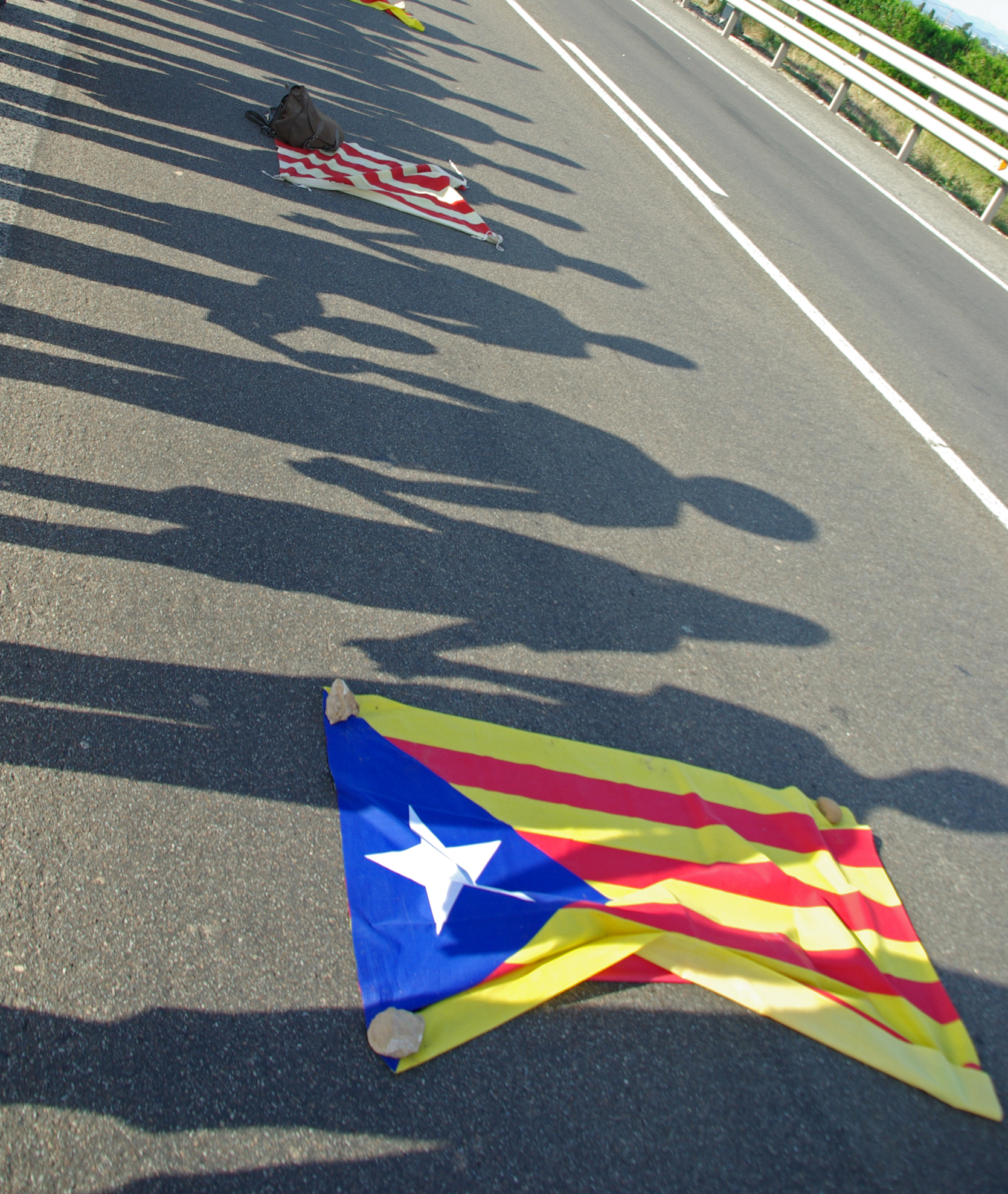
Tronçon 32, à Sant Carles de la Ràpita
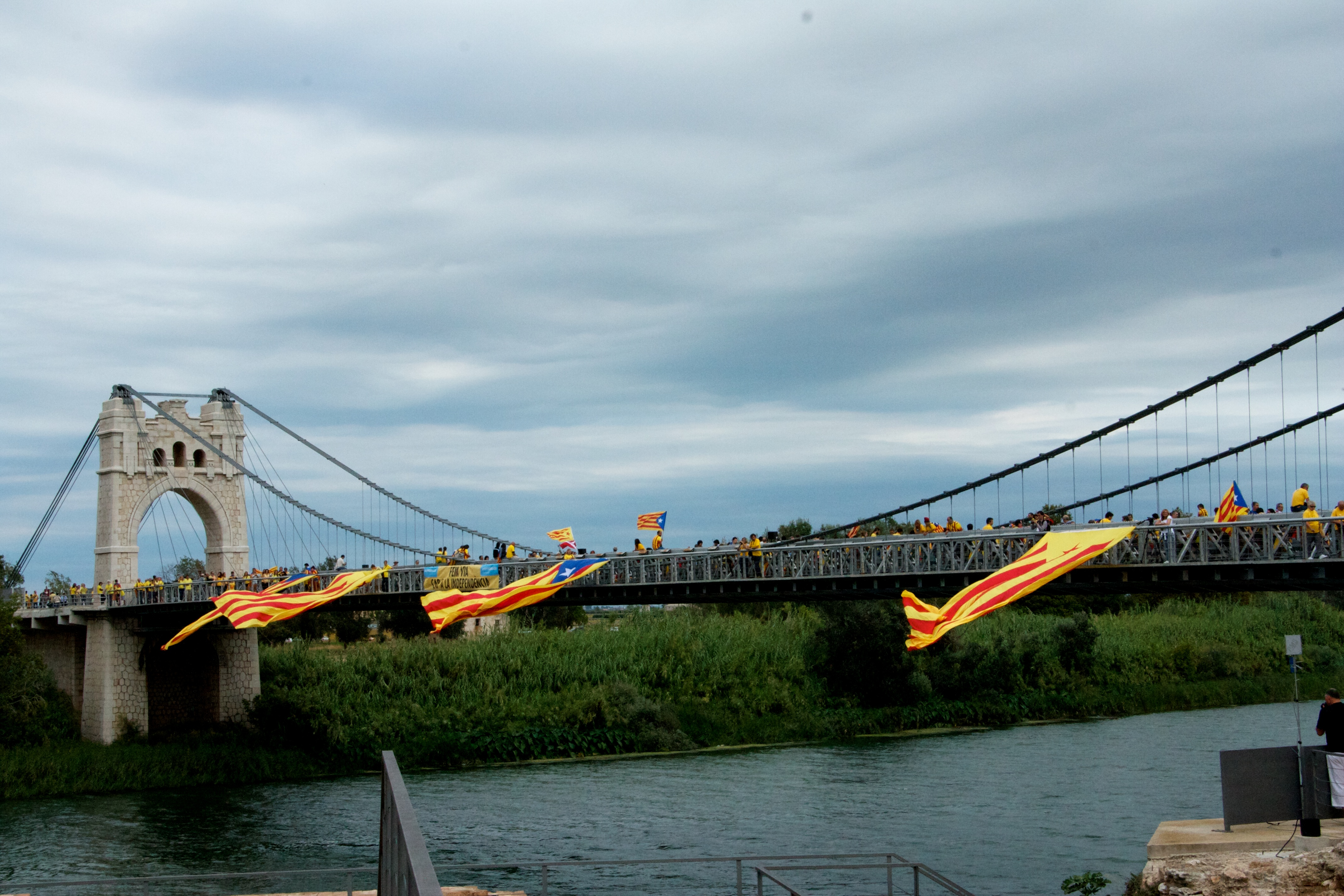
Tronçon 49, à Amposta
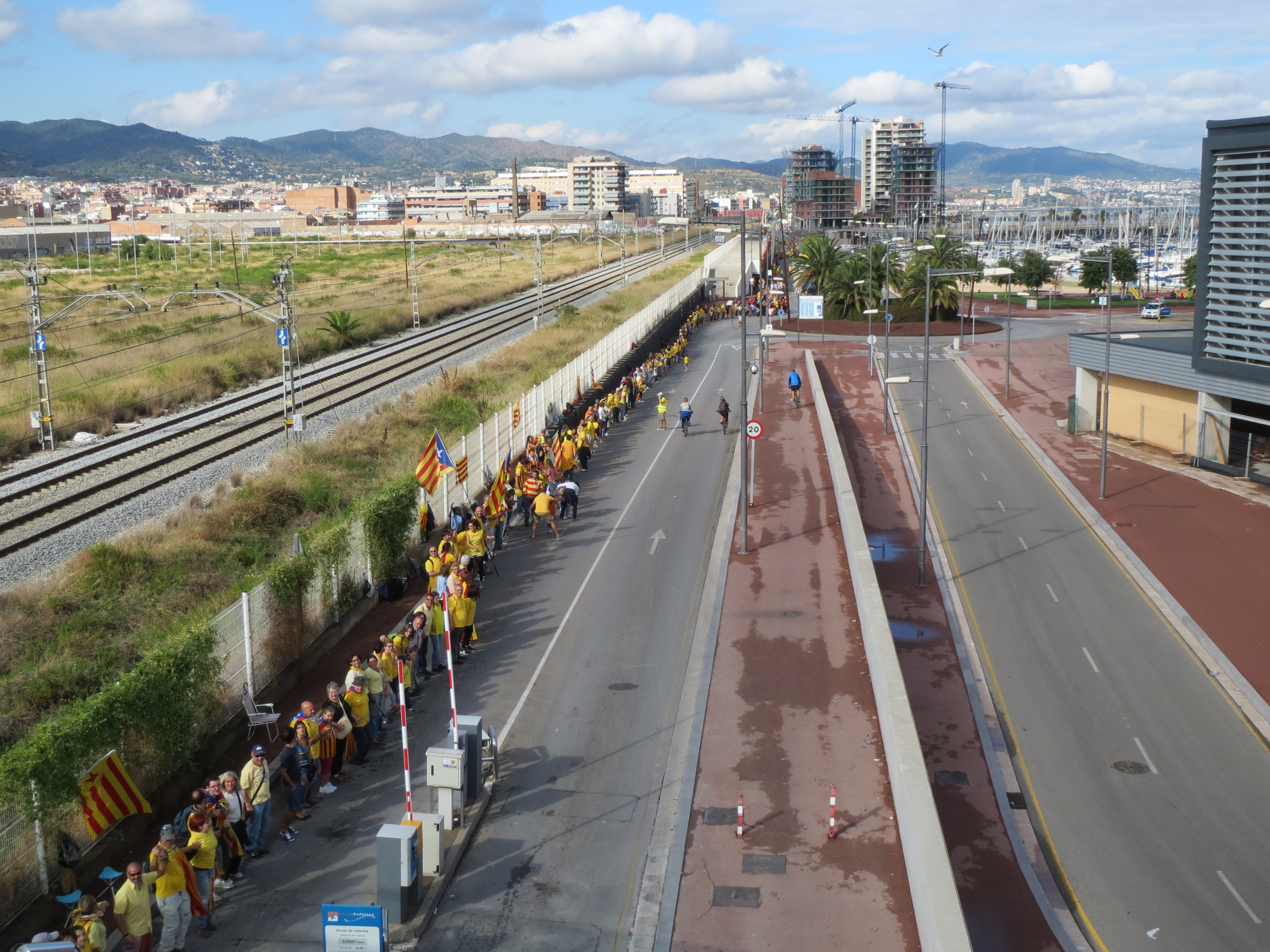
Tronçon 419, à Badalona
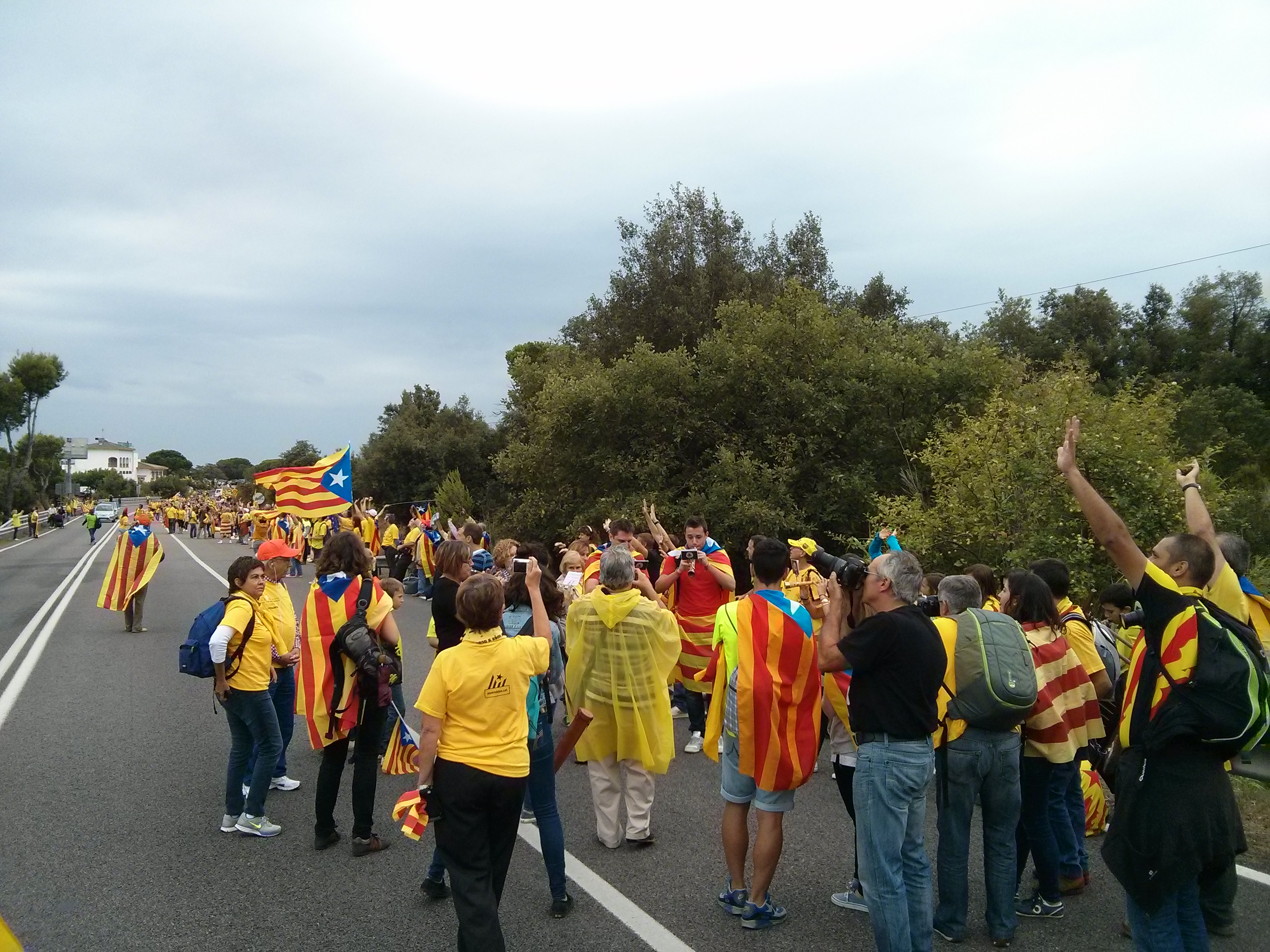
Tronçon 523, à Palafolls
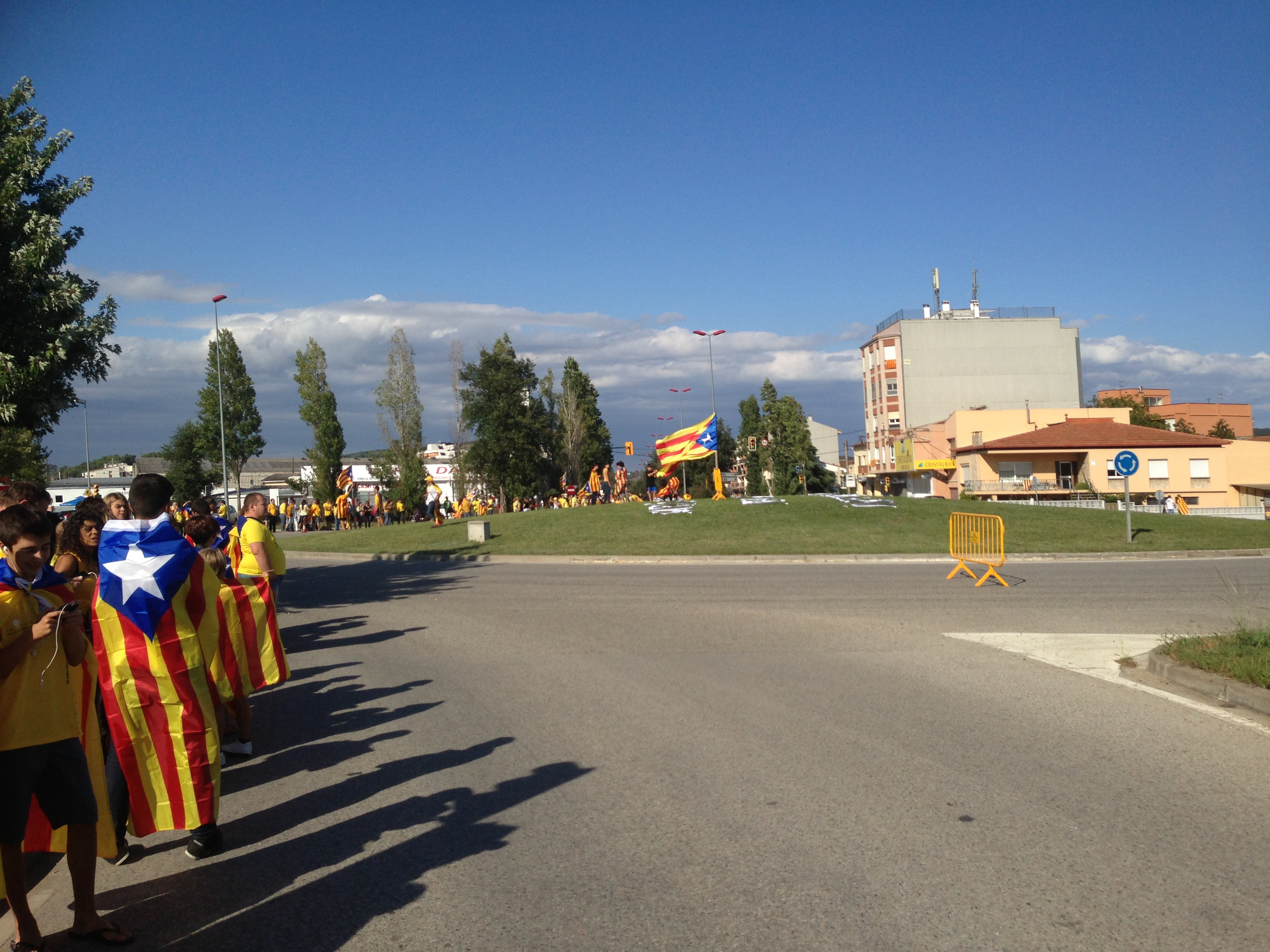
Tronçon 609, à Sarrià de Ter
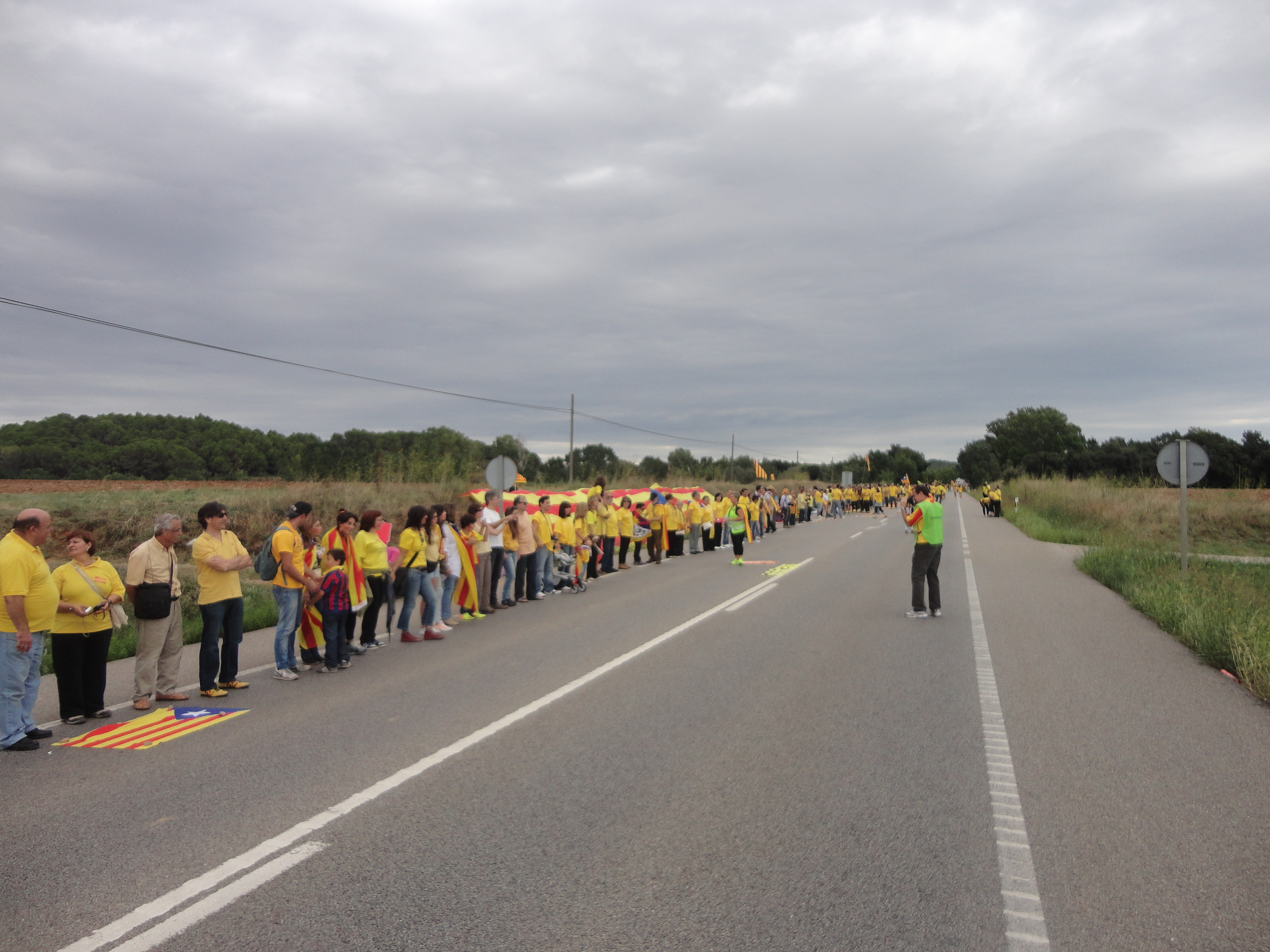
Tronçon 650, à Pontós
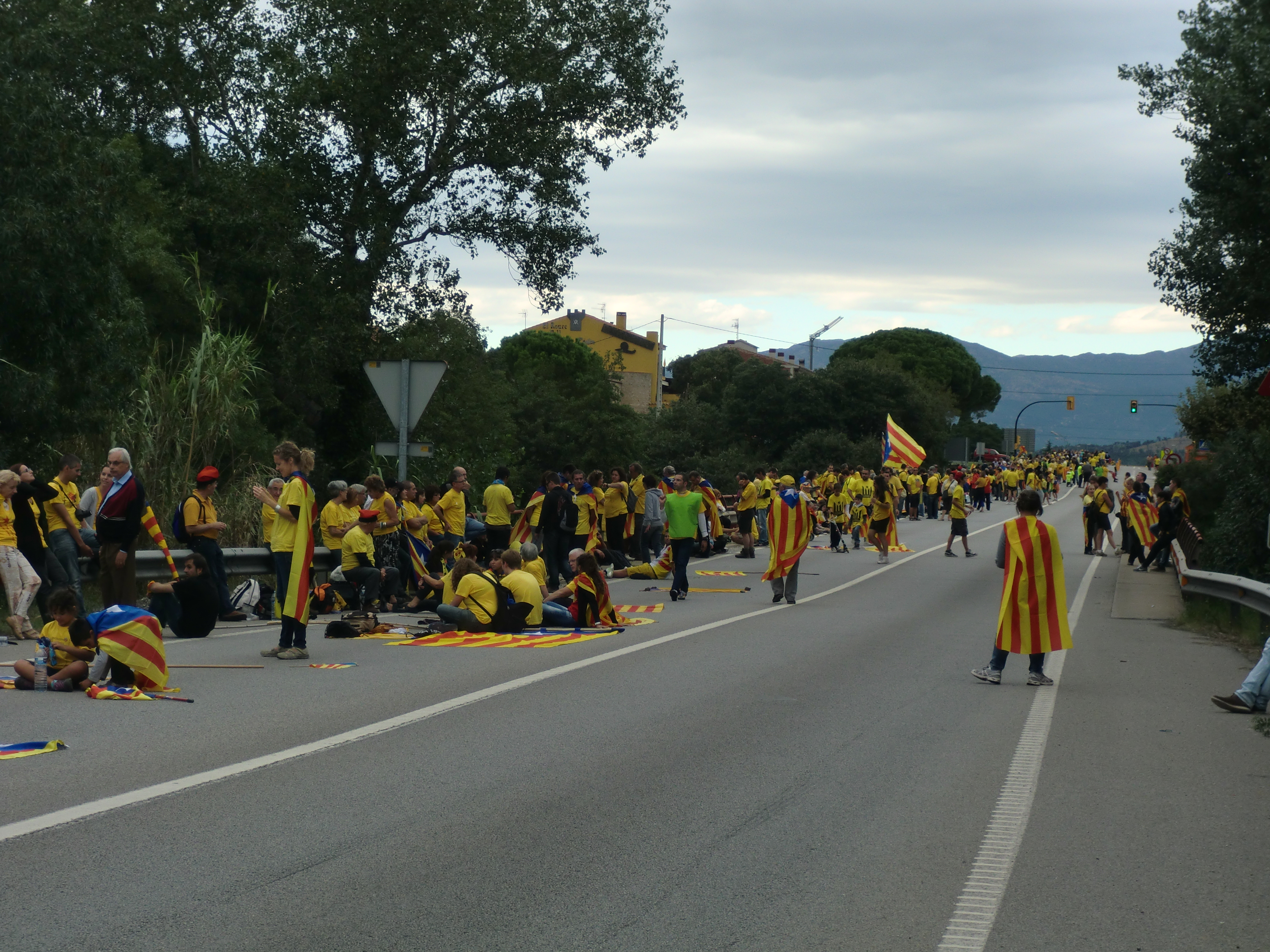
Tronçon 686, à Pont de Molins
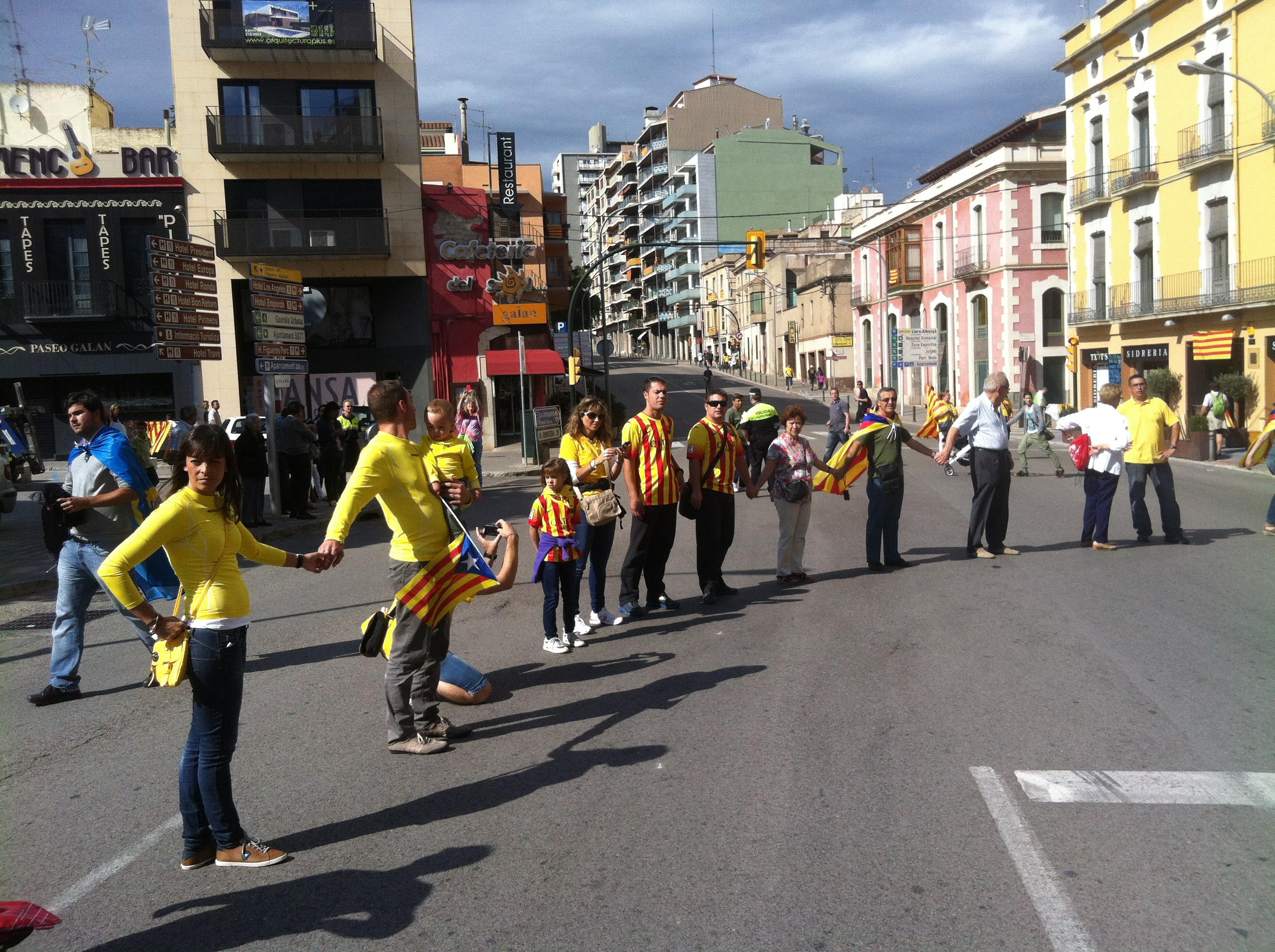
Tronçon 674, à Figueres
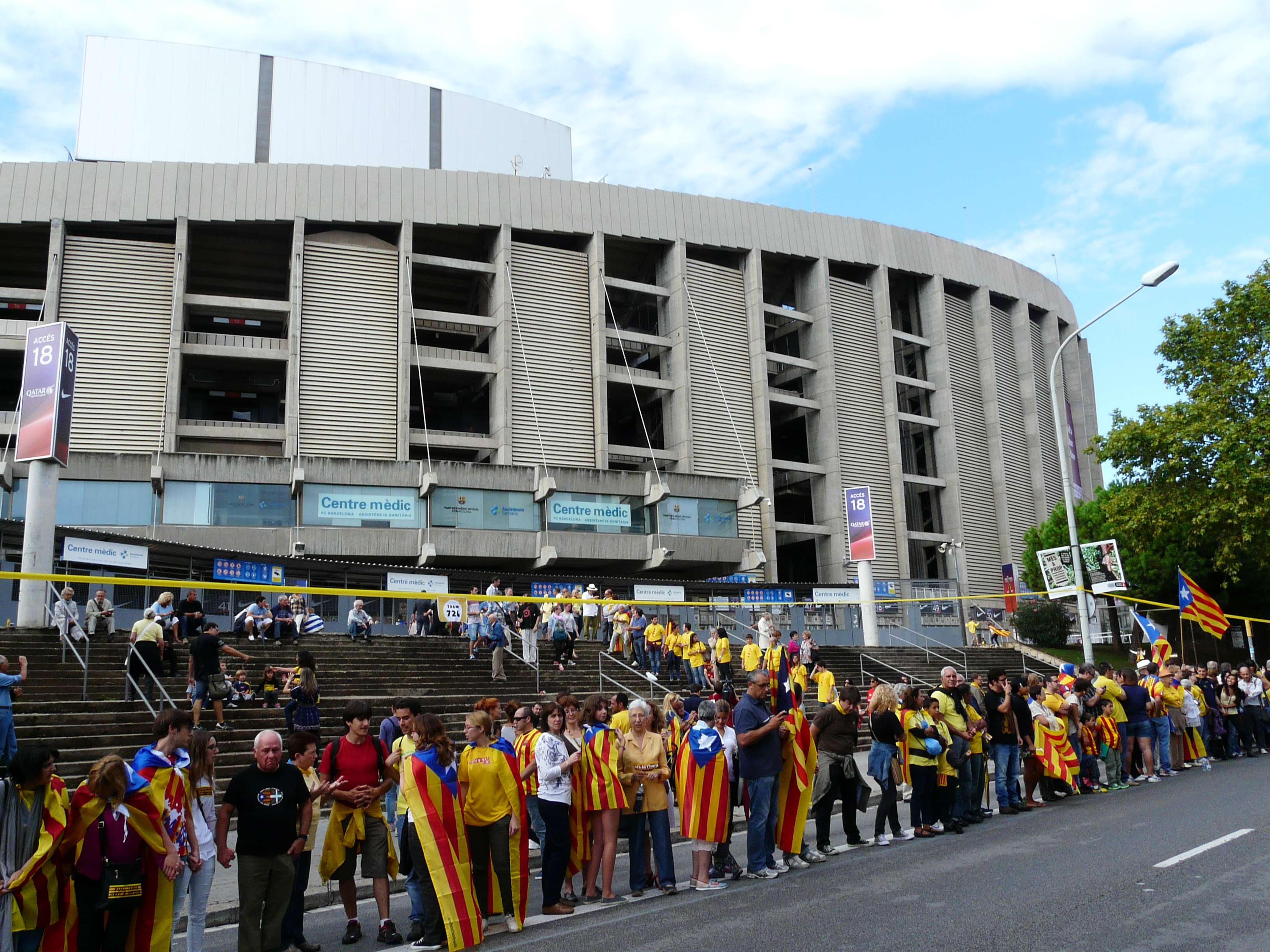
Tronçon 724, au Camp Nou
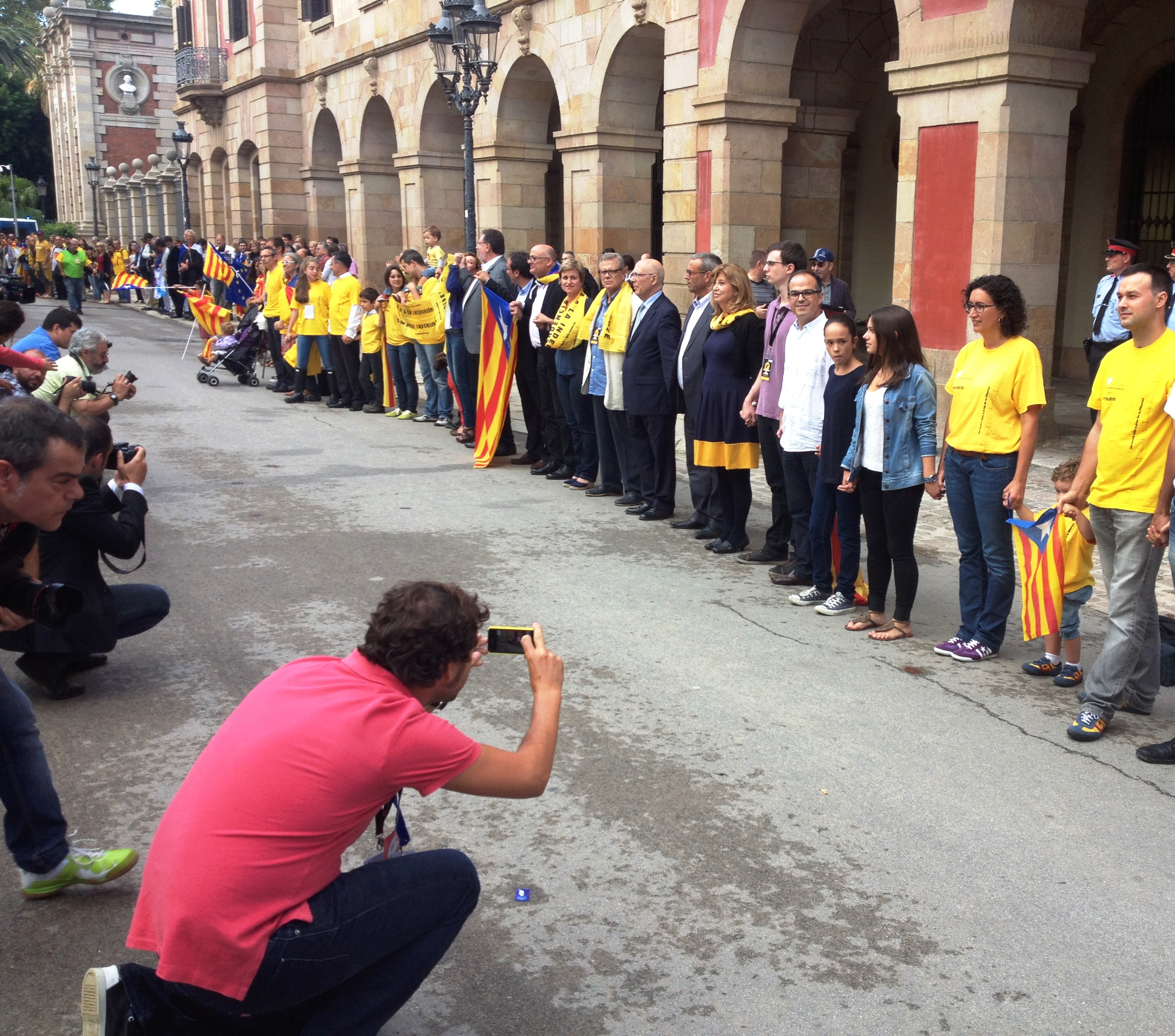
Tronçon 740, au Parlement de Catalogne
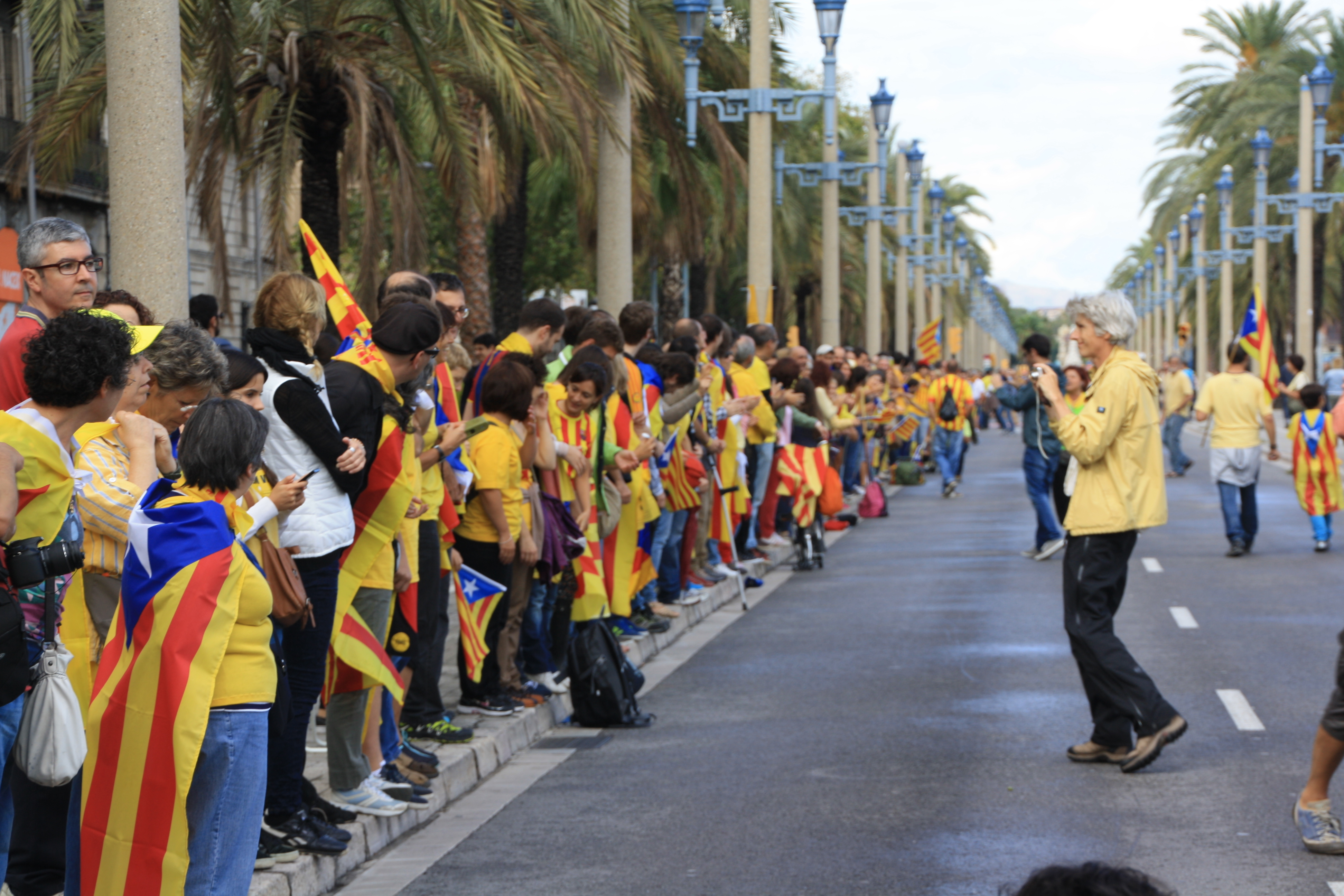
Tronçon 765, au boulevard de Colom, à Barcelone